# Делчо Симов
Делчо Андонов Симов (Горшо) е български комунистически партизанин, деец на БРП (к), офицер, генерал-лейтенант.

## Биография
Делчо Симов е роден на 20 октомври 1918 г. в трънското село Главановци. От септември 1931 до юни 1936 г. е ученик в Трънската гимназия и в III софийска мъжка гимназия. Между септември 1936 и септември 1938 е курсист в Телеграфопощенското училище. От 1938 година е член на РМС, а от 1941 на БКП и БОНСС. От октомври 1938 г. до август 1939 г. е чиновник в Шумен. През август 1939 г. започва работа в Централната поща в София. Там изпълнява поръчки от Славчо Трънски, но комунистическата организация в пощата е разкрита и той е арестуван през 1941 г. Освободен по недоказаност на обвиненията. През 1941 г. се записва да учи в Софийския университет. През 1942 година е интерниран в лагера Кръстополе и освободен на 11 юли същата година. Преминава в нелегалност и е партизанин в Трънския партизански отряд (юни 1943). Политкомисар на отряда.
Заедно с Владо Тричков участва от името на Главния щаб на НОВА в преговорите с Британските военни мисии в България 1943 – 1944 г.. Лично контакува с майор Мостин Дейвис и майор Франк Томпсън.
Прехвърлен е във Втора Пловдивска въстаническа оперативна зона. След разбиването на втора софийска бригада в битката при Батулия се прехвърля в Средна гора, където осъществява контакт с отрядите „Чавдар“, „Бенковски“ и „Васил Левски“. От юли 1944 г. е командир на Втора средногорска бригада „Васил Левски“.
След 9 септември 1944 г. е офицер в Българската армия и назначен за помощник-командир на втора пехотна дивизия. Остава на този пост до февруари 1945 г. От 9 септември 1944 г. е полковник. От февруари до август същата година изкарва съкратен курс във Военното училище в София. В периода август 1945-ноември 1947 г. учи във Военната академия „Фрунзе“. Между ноември 1947 и ноември 1948 г. е последователно командир на девета плевенска пехотна дивизия и втора пехотна тракийска дивизия. В периода ноември 1948-март 1950 г. е началник на Организационно-мобилизационния отдел на Министерството на отбраната. От март 1950 г. е командир на петнадесета дунавска дивизия. Арестуван по изфабрикувани обвинения „за връзки с полицията и английското разузнаване“ (1951). С министерска заповед № УК117/20 март 1952 г. е уволнен в интерес на службата. Реабилитиран и освободен е след смъртта на Йосиф Сталин през 1953 година, когато е възстановено и членството му в БКП. От април 1952 до август 1954 г. завършва следването си.
Началник на Главно политическо управление на БНА. В периода 11 ноември 1954 – 28 декември 1963 е началник на Химическия отдел при Министерството на отбраната. След това е началник на Управление „Висши учебни заведения“ към Министерството на народната отбрана. От 1 октомври 1957 г. е генерал-майор, а от 1964 генерал-лейтенант. Кандидат-член на ЦК на БКП (1971 – 1976). Герой на социалистическия труд (указ № 1765 от 12 октомври 1978). Награждаван е с орден „За храброст“, IV степен, 2 клас, съветския орден „Червено знаме“, орден „Народна република България“ – II ст. (1959) и I ст. (1964), орден „9 септември 1944 г.“ – с мечове (1969), орден „Народна свобода 1941-1944 г.“ (1974). Умира на 13 октомври 1979 г. в София.

## Образование
- Военно училище (февруари-август 1945)
- Военна академия „Фрунзе“ (август 1945-ноември 1947)